# 沿江满族达斡尔族乡
沿江满族达斡尔族乡是中华人民共和国黑龙江省黑河市孙吴县下辖的一个民族乡。

## 行政区划
沿江满族达斡尔族乡下辖以下村级行政区划单位：
四季屯村、大桦林子村、小桦林子村、西霍尔莫津村、东光村、东霍尔莫津村、胜利屯村和哈达彦村。